# I Pyrañas
I Pyrañas (conosciuti in Francia come Les Pyrañas) sono stati un gruppo beat e rhythm & blues. Anche se la maggior parte dei componenti era di nazionalità francese, il gruppo ha lavorato per lo più in Italia.

## Storia del gruppo
Quando Rocky Roberts si separò dal suo gruppo di accompagnamento, The Airedales (che continuano l'attività con Wess come voce solista), decise di ingaggiare come musicisti di accompagnamento Les Pyrañas, un gruppo francese che aveva già inciso qualche 45 giri per l'etichetta Barclay, e li fece debuttare in Italia con la denominazione I Pyrañas.
Il complesso, costituito da otto elementi, era una tipica formazione rhythm & blues, costituita dalla ritmica e da una sezione di fiati; cominciarono a esibirsi dal vivo in vari locali, anche al Piper Club di Roma, dove vennero contattati dalla ARC, sottoetichetta della RCA Italiana, come gruppo di sala d'incisione. Parteciparono, non sempre accreditati, alle incisioni di molti artisti dell'etichetta, tra cui Nada e Tony Mimms.
Per l'etichetta romana incisero anche tre album, in cui reinterpretavano alcuni successi in chiave rhythm & blues, ed alcuni 45 giri, di cui uno insieme a Giano Ton; la loro canzone più nota, Sophie, versione italiana di Lindbergh, successo francese di Robert Charlebois e Louise Forestier, venne in seguito inserita in varie antologie.
Dopo alcuni cambi di formazione, i Pyranas continuarono l'attività in Francia ancora per qualche anno, dopodiché tre dei componenti (Bonfils, Chavanat e Ceccarelli) formano, con altri musicisti, il gruppo dei Working Progress, autori di un album omonimo per la RCA.
Jean Costa ha successivamente collaborato spesso con Johnny Halliday come arrangiatore; l'italo-francese Albert Verrecchia si è dedicato all'attività di compositore di colonne sonore e di produttore, lavorando tra gli altri anche con Raffaella Carrà, Alan Sorrenti  e Renato Zero; André Ceccarelli è diventato un noto batterista jazz, mentre Steve Ferrone, dopo aver suonato in altri gruppi come gli Average White Band, ha acquisito fama internazionale come session man.

## Formazione
- André Ceccarelli: batteria (dal 1967 al 1969)
- Steve Ferrone: batteria (1970)
- Tony Bonfils: basso
- Jean Costa: trombone
- Christian Guisien: trombone
- André Laidli: tromba
- Paul Nicolas: sax
- Albert Verrecchia: tastiere
- Jean Claude Chavanat: chitarra

Altri componenti:
- Alex Litgerwood: voce, percussioni (1970)
- Bill Ghiglione: tastiere (solo dal vivo)

## Discografia

### Album in studio
- 1969 - Tanti successi per i Pyranas (ARC, ALPS 11014)
- 1969 - Motivi di ieri, successi di oggi (ARC, ALPS 11015)
- 1970 - Giulietta e Romeo (ARC, ALPS 11016)

### Singoli
Singoli pubblicati in Italia
- 1968 - Ciao ciao ciao/Dietrofront (Durium, CN A 9270; con Rocky Roberts)
- 1968 - Sono tremendo/Se una sera (Durium, CN A 9278; con Rocky Roberts)
- 25 maggio 1968 - Cara Judy ciao/Stay (Durium, LdA 7511)
- 1969 - Un giorno come un altro/Amica mia (ARC, AN 4177; con Giano Ton)
- 1969 - Sophie/Qualcuno per te (ARC, AN 4178)
- 1970 - Nell'anno della luna/Tema giochi (RCA Italiana, PM 3517)

Singoli pubblicati in Francia
- 1968 - Don't Come Back To Me/So Good (Vogue, HT 300185; con Rocky Roberts)
- 1972 - Get Enough Love/Time Passing (Decca, 84.066)

### Partecipazioni in album di altri artisti
- 1969 - Nada (RCA Talent, TSL 10444 di Nada; i Pyranas suonano nelle canzoni Dai vieni qui, Una donna sola e Yellow submarine)
- 1970 - Tony Mimms (RCA Italiana, PSL 10454 di Tony Mimms; i Pyranas suonano in tutti i brani)